# Поворотний затвор

Поворотний затвор (поздовжньо-ковзний затвор із замиканням поворотом; не плутати з обертовим, або крановим, затвором) — різновид механізму замикання і відмикання каналу ствола, в якому замикання і відмикання затвора здійснюється його поворотом ліворуч або праворуч і заходженням бойових виступів затвора за відповідні виступи ствольної коробки або насадка ствола (barrel extension). Поворот затвора зазвичай проводиться скосом затворної рами (АК-подібна зброя) або гвинтовими канавками в каналі затворної рами (М16-подібна зброя і багато інших систем).
Кількість бойових упорів визначає те, на який кут необхідно повернути затвор для замикання. Так, при наявності двох бойових упорів необхідно повернути затвор на 45°, при наявності трьох — уже на 30°, а 10 — лише на 18°. Відповідно, зменшується енергія, що витрачається на замикання, знижується тряска зброї при пострілі. Крім того, чим більше бойових упорів — тим рівномірніше розподіляється тиск порохових газів на ствольну коробку. Тому, наприклад, затвор автомата Калашникова має два бойові упори, а снайперської гвинтівки СВД, з її підвищеними вимогами до купчастості бою, — вже три. Поворотні затвори сучасної зброї часто мають шість і більше бойових упорів (зазвичай до десяти).